# Королівське товариство охорони птахів
Королівське товариство охорони птахів (англ. Royal Society for the Protection of Birds, RSPB) — британська природоохоронна організація, метою якої є збереження і охорона птахів і навколишнього середовища, що організація робить за допомогою освітніх кампаній, петицій та створення природоохоронних територій по всій території країни. Офіс розташовано в Сенді, Бедфордшир, Англія. 
У 2021/22 році дохід RSPB склав 157 мільйонів фунтів стерлінгів, 2 200 співробітників, 10 500 волонтерів та 1,1 мільйона членів (у тому числі 195 000 молодих членів), що робить її однією з найбільших у світі організацій з охорони дикої природи. RSPB має багато місцевих осередків і підтримує 222 природні заповідники.
Має 1 500 працівників, 12 200 добровольців і понад 1 мільйон членів (включення 150 000 молодих членів), що робить її найбільшою природоохоронною організацією в Європі. 
Має низку місцевих відділень і підтримує 182 природоохоронні території у Великій Британії.